# Austrodecus varum
Austrodecus varum là một loài nhện biển trong họ Austrodecidae. Loài này thuộc chi Austrodecus. Austrodecus varum được miêu tả khoa học năm 1994 bởi Child.